# Institut zum Studium der Judenfrage
Das Institut zum Studium der Judenfrage war dem Propagandaministerium Goebbels angegliedert. Es wurde 1934/35 gegründet. Im Jahr 1939 wurde die Einrichtung als Antisemitische Aktion und ab 1942 als Antijüdische Aktion bezeichnet.
Trotz weitgehender Zusammenarbeit ist es nicht zu verwechseln mit dem Institut zur Erforschung der Judenfrage (seit 1941) oder dem Institut zur Erforschung und Beseitigung des jüdischen Einflusses auf das deutsche kirchliche Leben, das auf Betreiben Deutscher Christen errichtet wurde.

## Geschichte
1934 gründete Eberhard Taubert im Auftrag des Reichspropagandaministeriums das Institut zum Studium der Judenfrage. Ursprünglich sollte das Institut eine gemeinsame Forschungsstelle gegen Judentum, Freimaurerei und Liberalismus sein. Aber bald schon wurden die Aufgaben getrennt. Das Propagandaministerium versuchte dabei von Anfang an, die Zugehörigkeit des Instituts zur Regierung zu tarnen, da negative außenpolitische Folgen befürchtet wurden – geplant war etwa ein „Standardwerk über die allgemeine Gefahr des Weltjudentums“.
1937 gab das Institut erstmals eine Ausgabe seiner Zeitschrift Mitteilungen über die Judenfrage heraus. Neben der Verbreitung antisemitischer Ideen beanspruchte das Institut einen wissenschaftlichen Charakter. Tatsächlich entsprach die Zeitschrift mit Artikeln, Rezensionen, Länderberichten dem üblichen Schema wissenschaftlicher Zeitschriften. Gleichwohl war es Ziel, die antisemitische Politik der Regierung zu verbreiten. So enthielt die 1935 vom Institut herausgegebene Schrift Die Juden in Deutschland Kapitel wie „Juden als Träger der Korruption“, „Die Juden und die Unsittlichkeit“ und „Die Kriminalität und rassische Degeneration der Juden“.
Im Zweiten Weltkrieg konzentrierte das Institut seine Arbeit auf Gebiete außerhalb Deutschlands. Seit 1940 erschien die Beilage Judentum und Recht. Als vertrauliches Material auf einen engen Kreis von Adressaten gerichtet, beschrieb es die antijüdische Rechtsprechung und Verordnungen in den deutsch besetzten Gebieten.
Nachdem die „Endlösung der Judenfrage“ im nationalsozialistischen Deutschland durch Deportationen weitgehend abgeschlossen war, konzentrierte sich das Institut auf das „Weltjudentum“ und weitere antisemitische Bewegungen. Das Institut baute im Ausland ein Netz von etwa 400 Mitarbeitern auf. Diese lieferten Informationen, bekamen von Institut aber auch antisemitisches Material und finanzielle Zuwendungen.

## Mitarbeiter
- Eugen von Engelhardt, Leiter 1934–1935
- Wilhelm Ziegler, Leiter 1935–1939
- Otto Rössler, propagierte für das RSHA Hitler als Vorläufer des Mahdi in arabischen Ländern
- Wolff Heinrichsdorff, Leiter 1939–1945
- Heinz Ballensiefen, schon als Student dort im Archiv tätig
- Ludwig Franz Gengler, Schriftleiter des „Handbuches der Judenfrage“ von Theodor Fritsch
- Günter Wagner, Völkerkundler und Afrikaforscher (ab 1939)[3]

## Publikationen des Instituts (Auswahl)
- Fritz Otto Hermann Schulz:[4] Jude und Arbeiter. Ein Abschnitt aus der Tragödie des deutschen Volkes. Nibelungen, Berlin & Leipzig & Bibliographisches Institut 1934; 2. durchges. Aufl. 1942; 3. Aufl. 1944. Hrsg. in Zusammenarbeit mit der Antikomintern.
- Friedrich Karl Wiebe: Deutschland und die Judenfrage. Broschüre, o. O. o. D. [1939] (82 S., auch englisch und französisch erschienen).
- Die Juden in Deutschland. Hrsg. Institut zum Studium der Judenfrage. Franz-Eher-Verlag Nachf., München 1935 [mit den Kapiteln: Emanzipation der Juden; Die Bevölkerungsentwicklung der Juden seit Beginn des 19. Jahrhunderts; Die Juden im Wirtschaftsleben; Juden als Träger der Korruption; Die Juden in der Presse; Die Juden in der Politik; Die Juden als Verwalter der deutschen Kultur; Die Juden und die Unsittlichkeit; Die Kriminalität und die rassische Degeneration der Juden];
  - 4. Aufl. 1936 Digitalisat;
  - 7. Aufl., 32.–36. Tsd., 1938;
  - 8. Auflage, 37.–41. Tsd., 1939.
- Hans Krebs, Eugen von Engelhardt (Hrsg.): Die Weltfront. Stimmen zur Judenfrage. 1. Folge. Nibelungen-Verlag, Berlin & Leipzig 1935 & 1938; Geleitwort des Instituts.[5]